# Tōdō Takatora

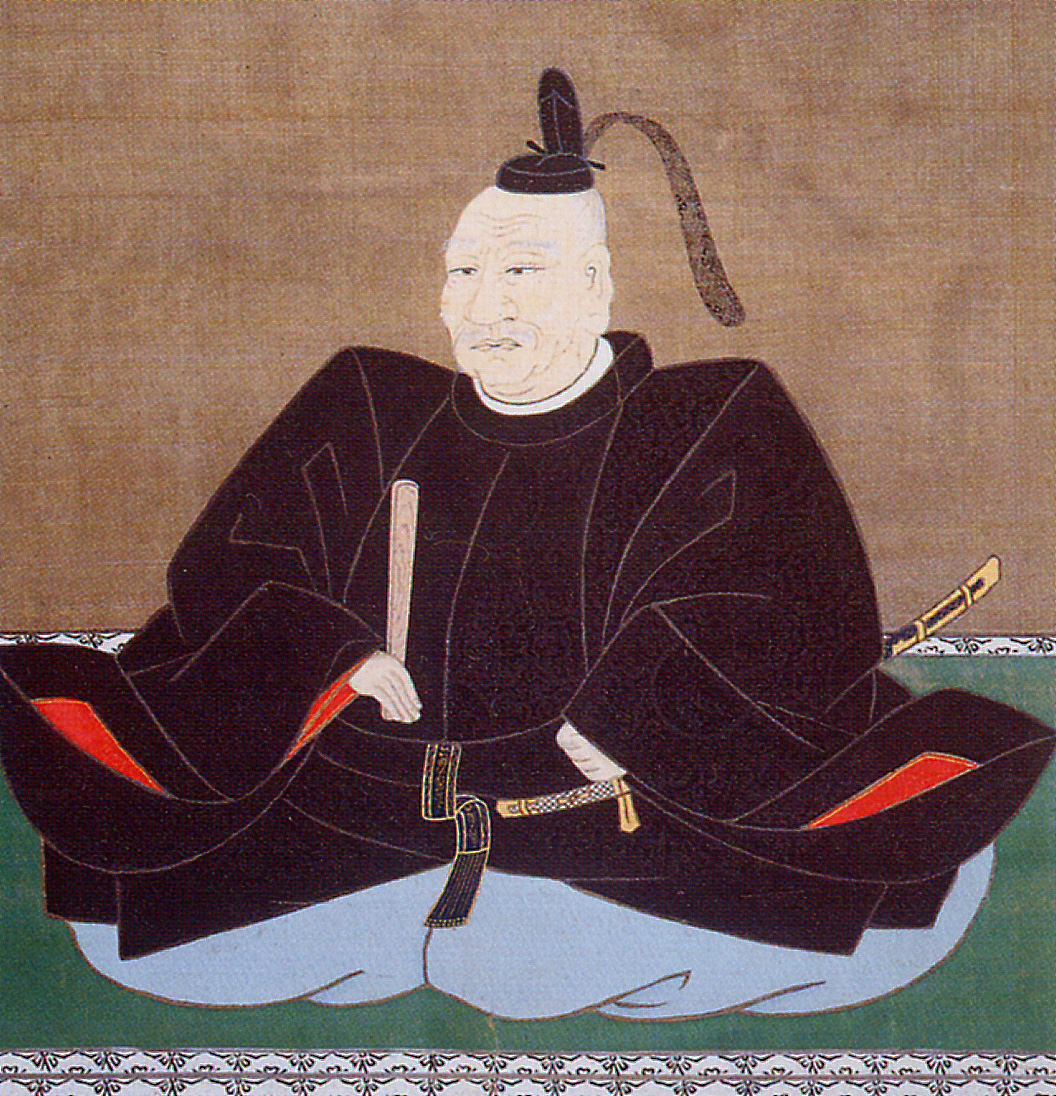
Tōdō Takatora.

Tōdō Takatora (藤堂高虎) (16 de fevereiro de 1556 – 9 de novembro de 1630) foi um daimyo japonês do período Azuchi-Momoyama até o período Edo. Ele subiu a partir de origens relativamente humildes como um ashigaru (soldado) para se tornar um daimyo. Durante sua vida, ele mudou o seu mestre feudal sete vezes e trabalhou para dez pessoas, mas no fim ele foi leal a Tokugawa Ieyasu, que se tornou seu último mestre.